# فولوت (نوفغورود)
فولوت (بالروسية: Волот) هي مدينة في مقاطعة نوفغورود أوبلاست في روسيا.